# Gerrit Lekkerkerker

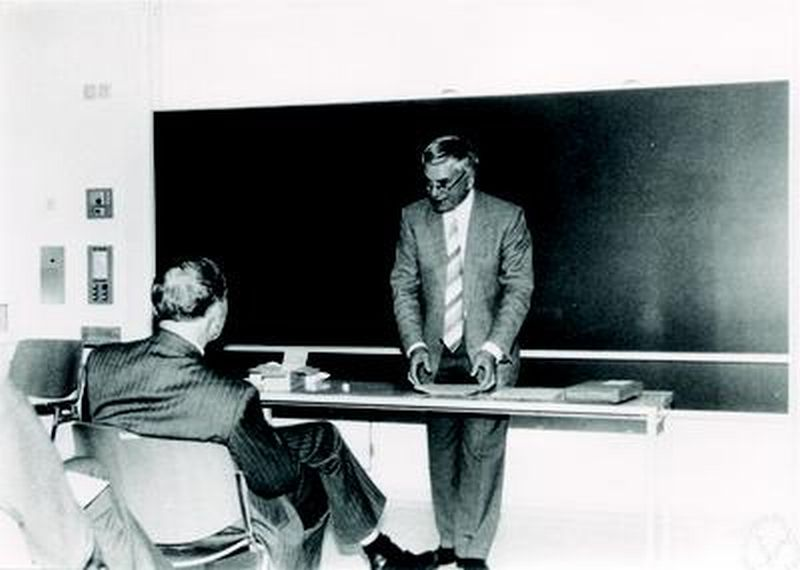
Gerrit Lekkerkerker voor het bord in Wenen (1987).

Cornelis Gerrit Lekkerkerker (voornaam Gerrit) (Harmelen, 7 februari 1922 - 24 juli 1999) was een Nederlands wiskundige.
Lekkerkerker studeerde in de perioden 1940-1943 en 1945-1949 wiskunde aan de Universiteit Utrecht bij Jurjen Koksma en Jan Popken. 
Op 9 mei 1955 promoveerde hij aan de Rijksuniversiteit Utrecht bij Popken met het proefschrift, On the Zeros of a Class of Dirichlet-Series; in het Nederlands: Over de nulpunten in een klasse van Dirichletreeksen.
Na het afronden van zijn studie in 1949 trad hij in dienst bij het Centrum Wiskunde & Informatica in Amsterdam. Hij werkte daar onder leiding van Koksma op de afdeling zuivere wiskunde. In het academisch jaar 1953-1954 studeerde hij in Rome.
Vanaf 1961 tot en met 1986 was hij als opvolger van Nicolaas Govert de Bruijn vijfentwintig jaar hoogleraar aan de Universiteit van Amsterdam. Daar begon hij zich bezig te houden met onderwerpen uit de functionaalanalyse. In de tijd van het studentenoproer (1969-1973) was hij directeur van het Mathematisch Instituut.
Hij hield zich bezig met de analytische getaltheorie en de meetkundige getaltheorie (waarover hij een standaardwerk, Geometry of Numbers schreef, waarvan de eerste editie in 1969 werd gepubliceerd) en later met de functionaalanalyse. In de jaren 1970 richtte hij zich op de wiskundige behandeling van bijvoorbeeld neutronentransport (belangrijk in de kernfysica) en stralingstransport in sterren. Daarnaast werkte hij met Rutger Hangelbroek, die bij hem in 1973 in Groningen was gepromoveerd, en Hans Kaper van het Argonne National Laboratory. Hij hield zich ook bezig met onderwerpen uit de grafentheorie en topologie.
In 1984 gaf hij zijn hoogleraarschap op, hoewel hij nog niet de pensioengerechtigde leeftijd had bereikt. Dit was het gevolg van geschillen over het onderwijs van de analyse. Hij vond dat zijn academische vrijheid in gevaar was. Ook na deze episode bleef hij actief in de wiskunde. Samen met Peter Grüber bereidde hij de tweede editie van zijn boek over de meetkunde van getallen voor. Dit gebied vond nieuwe toepassing in de coderingstheorie.
Hij was mede-redacteur van Mededelingen van het Wiskundig Genootschap (KWG).

## Werken
- Met Peter Gruber, Geometry of Numbers, Noord-Holland, 1969, 2e editie, 1987 (eerste editie alleen door Lekkerkerker alleen, in het Russisch vertaald, Nauka, Moskou 2008)
- Met Hans Kaper, J. Hejmantek, Spectral methods in linear transport theory, Birkhäuser 1982